# Capão do Cipó
Capão do Cipó är en kommun i Brasilien.   Den ligger i delstaten Rio Grande do Sul, i den södra delen av landet, 1 600 km söder om huvudstaden Brasília. Antalet invånare är 3 107. Arean är 1 022 kvadratkilometer.
Terrängen i Capão do Cipó är huvudsakligen platt, men västerut är den kuperad.
Trakten runt Capão do Cipó består till största delen av jordbruksmark. Runt Capão do Cipó är det mycket glesbefolkat, med 2 invånare per kvadratkilometer.